# Tsrnilichté
Tsrnilichté (en macédonien Црнилиште) est un village du centre de la Macédoine du Nord, situé dans la municipalité de Dolneni. Le village comptait 1765 habitants en 2002.

## Démographie
Lors du recensement de 2002, le village comptait :
- Albanais : 1 708
- Macédoniens : 31
- Turcs : 21
- Bosniaques : 1
- Autres : 4